# خلية معلقة

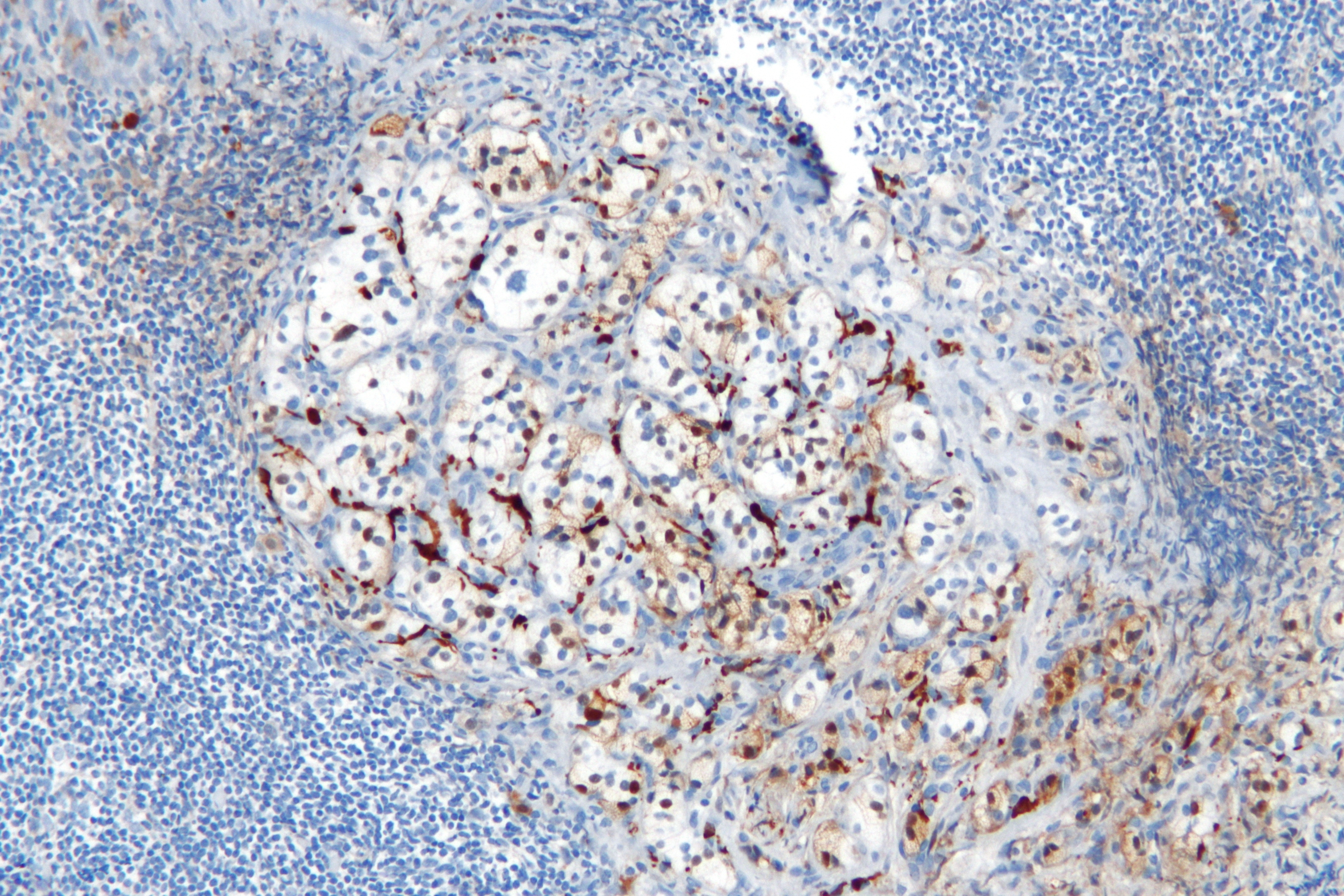

الخلايا المعلقة أو الخلايا المعلاقية  (بالإنجليزية: Sustentacular cell)‏ هي نوع من الخلايا المعنية في المقام الأول بالدعم الهيكلي، ومن أشهر أنواعها خلية سيرتولي في الخصية، والتي تقع في جدران النبيبات الناقلة للمني وتزود الحيوانات المنوية بالمواد المغذية.
توجد أنواع أخرى من الخلايا المعلقة في الظهارة الشمية، وفي عضو كورتي في الأذن الداخلية، ووالبراعم الذوقية في اللسان، كما وجد نوع آخر من الخلايا المعلقة مع الخلايا الكبية في الجسم السباتي والجسم الأبهري، كما أن حوالي 40 ٪ من الأورام السرطاوية يوجد بها خلايا معلقة متناثرة.